# 샤리프 이스마일
샤리프 무함마드 이스마일(아랍어: شريف إسماعيل محمد Sharīf Muḥammad ʔismāʕīl[*], Sherif Ismail Mohamed, 1955년 7월 6일 ~ 2023년 2월 4일)는 이집트의 제53대 총리이다. 아인 샴스 대학교에서 기계공학을 전공했으며, 석유·광물자원부 장관을 지냈다. 이스마일 총리는 전 이브라힘 마흘랍 내각이 부패 혐의로 조기 사퇴를 밝히자, 압둘팟타흐 시시 대통령의 지목으로 새 총리로 임명되었다.